# Gmina Motovun
Motovun (wł. Montona) – gmina w Chorwacji, w żupanii istryjskiej. W 2011 roku liczyła 1004 mieszkańców.

## Miejscowości
Miejscowości wchodzące w skład gminy Motovun:
- Brkač (wł. Bercaz)
- Kaldir (wł. Caldier)
- Motovun (wł. Montona)
- Sveti Bartol (wł. San Bortolo)